# Вольде (Мекленбург-Передня Померанія)
Вольде (нім. Wolde) — громада в Німеччині, розташована в землі Мекленбург-Передня Померанія. Входить до складу району Мекленбургіше-Зенплатте. Складова частина об'єднання громад Трептовер-Толлензевінкель.
Площа — 22,51 км2. Населення становить 550 ос. (станом на 31 грудня 2020).